# Microneta inops
Microneta inops là một loài nhện trong họ Linyphiidae.
Loài này thuộc chi Microneta. Microneta inops được Tord Tamerlan Teodor Thorell miêu tả năm 1875.